# Green Gables

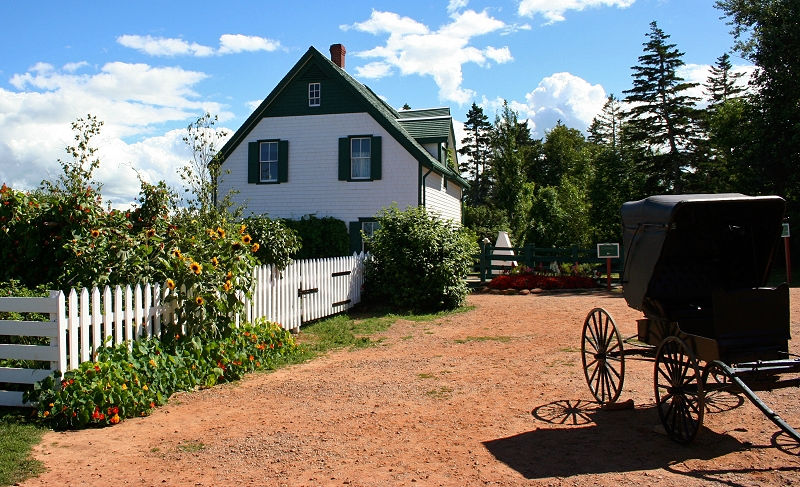
Green Gables

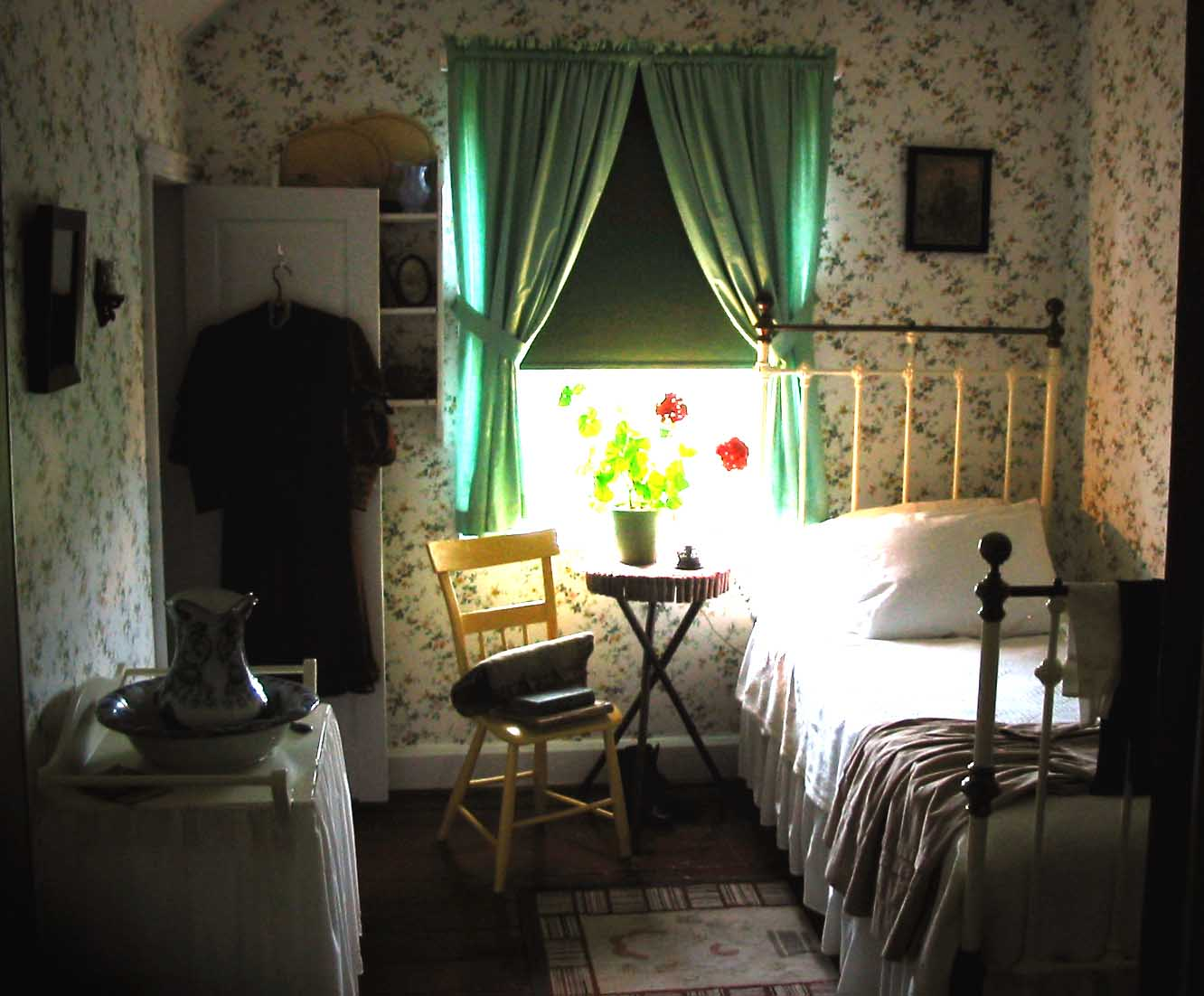
Annes Zimmer

Green Gables (engl.: grüne Giebel) ist ein Bauernhof im kanadischen Cavendish auf Prince Edward Island. Als Hauptschauplatz von Lucy Maud Montgomerys Roman Anne auf Green Gables wurde er zu einer internationalen Touristenattraktion.
Der Bauernhof wurde im Jahr 1831 von David Macneill Sr. errichtet. Während Montgomerys Kindheit war der Hof das Zuhause von David Jr. und Margaret MacNeill (Cousins von Montgomerys Großeltern), mit denen sie viel Zeit verbrachte. Für ihr 1908 erschienenes Kinderbuch Anne of Green Gables nutzte sie den Hof und dessen Umgebung als Inspiration. Der Name Green Gables stammt von ihr selbst und geht auf die grün gestrichenen Giebel zurück.
Im Jahr 1937 wurde der Prince-Edward-Island-Nationalpark errichtet, dessen Grenzen das Grundstück von Green Gables umschlossen. Dadurch ging das Gebäude in den Besitz der kanadischen Regierung über. Das umliegende Ackerland wurde in einen Golfplatz umgewandelt.
Wegen seiner Bedeutung für die kanadische Literaturgeschichte erklärte man Green Gables zu einer National Historic Site. Das Äußere des Gebäudes hat sich im Laufe der Zeit nur wenig geändert. Das Innere des Hauses wurde detailgetreu nach den Romanvorlagen im Stil des späten Viktorianischen Zeitalters eingerichtet und ist für Touristen zugänglich. Jährlich besuchen rund 200.000 Menschen Green Gables – davon stammen etwa 6.000 aus Japan, wo die Anne-Romane und die darauf basierende Zeichentrickserie Anne mit den roten Haaren besonders populär sind.